# مستشفى الولادة

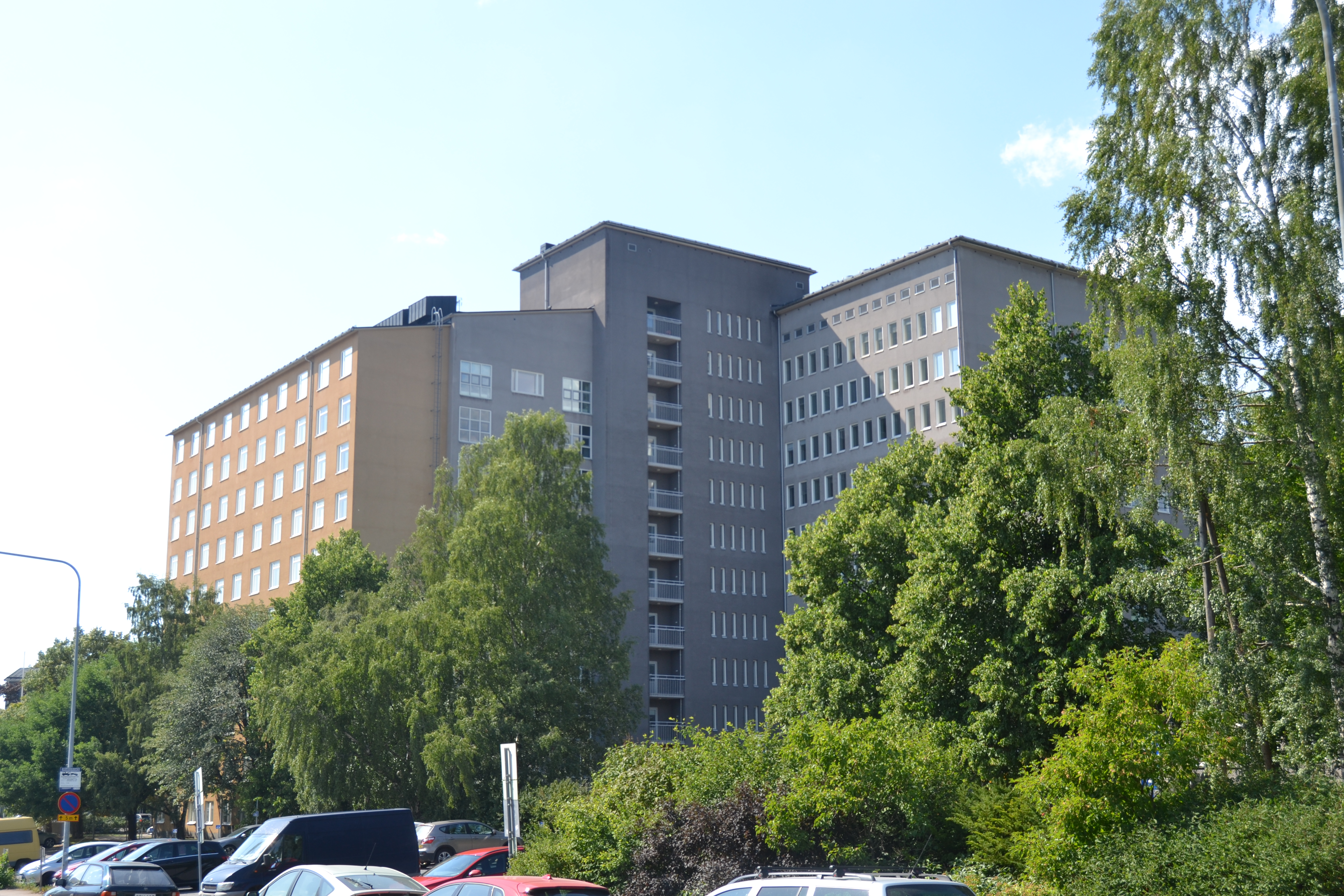

يتخصص مستشفى الولادة في رعاية النساء أثناء الحمل والولادة. كما يوفر الرعاية للأطفال حديثي الولادة، ويمكن أن يكون بمثابة مركز للتدريب السريري في التوليد. وكان أغلبهم يعرف سابقا باسم المستشفيات الكاذبة، مثل المستشفيات المنزلية، بعد ذلك تم استيعابها في المستشفيات العامة الكببيرة، حيث يعملون كقسم للولادة.

## التاريخ
يرجع تاريخ إنشاء مستشفيات الولادة في المملكة المتحدة إلى القرن الثامن عشر، تأسست في لندن ودوبلين. قبل إنشاء هذه المؤسسات كانت الولادة مناسبة منزلية. أشار الممصطلح إلى هذه المؤسسات ولكن الآن مصطلح «الرقود في المستشفى» يشير إلى اماكن مخصصة للراحة، الراحة المطولة بعد الولادة والمعروفة أكثر حاليا ب حبس مابعد الولادة. ظهر أول رقود ملاحظ في المستشفى كواحدة مؤسسة بواسطة سير ريتشارد مانينغام في شارع جيرمن، لندن، في عام 1739 وتطورت إلى مستشفى ولادة الملكة تشارلوت. أفضل مؤسسة موثقة هي مستشفى راحة دوبلين، وتأسست عام 1745, بواسطة بارثولوميو موس، والتي خدمت كنموذج لثلاث منظمات لندن متدرجين: مستشفى الراحة البريطانى، تأسست عام 1749, في هولبورن